# Mimic
Mimic és una pel·lícula estatunidenca dirigida per Guillermo del Toro, estrenada l'any 1997. Ha estat doblada al català.

## Argument
Una terrible epidèmia transmesa per escarabats fa estralls a Manhattan, diversos milers de nens estan contaminats i condemnats. Una acció química és impossible per la resistència d'aquests insectes, l'únic mitjà és trobar una arma biològica. La sola esperança per Nova York és d'apel·lar a una brillant entomologista i genetista: la doctora Susan Tyler. Gràcies a aquests « Judes » (insectes genèticament modificats), va poder combatre i erradicar aquests escarabats portadors de la malaltia. Passen tres anys i s'ha acabat la malaltia. Però una cosa pitjor espera Nova York. Un remei més devastador que el mal.

## Repartiment
- Mira Sorvino: Susan Tyler
- Jeremy Northam: Peter Mann
- Alexander Goodwin: Chuy
- Giancarlo Giannini: Manny
- Charles S. Dutton: Leonard
- Josh Brolin: Josh
- Alix Koromzay: Remy
- F. Murray Abraham: el Dr. Gates
- James Costa: Ricky
- Javon Barnwell: Davis
- Norman Reedus: Jeremy
- Ho Pak-Kwong: el pastor
- Glenn Bang: Yang
- Margaret Ma: la xinesa
- Warna Fisher: Bag Lady

## Producció
Mimic és l'adaptació cinematogràfica de la novel·la homònima de Donald A. Wollheim apareguda per primera vegada l'any 1942 a la revista Astonishing Stories. Als anys 1990, Dimension Films, filial de Miramax Films especialitzada als films de terror, vol adaptar-la com un dels segments d'un film d'esquetxos titulat Light Years. La novel·la és finalment adaptada en un llargmetratge clàssic. El projecte passa a continuació per una llarga fase d'escriptura.

### Rodatge
El rodatge s'ha desenrotllat a Los Angeles i Toronto. Les escenes de metro han estat girades a Toronto.

### Director's cut
A Guillermo del Toro no li va agradar gaire realitzar aquest film perquè els productors li van posar sovint bastons a les rodes. Li van concedit un magre pressupost de 25 milions de dòlars i sovint van intervenir per canviar les seqüències i el guió. Alguns anys després de l'estrena en sales, el director va poder realitzar una versió director's cut submergint-se en els arxius de Miramax.
| «                    | Sempre havia dit que tenia necessitat de fer-ho. Podia així esmenar-me. No havia pogut fer el llargmetratge que havia imaginat, però sabia que seria possible proposar un millor muntatge. Així hem afegit deu o dotze minuts d'escenes suplementàries, tot descartant una gran part del material rodat pel segon equip, que jo detestava. | » |
| — Guillermo del Toro | |   |

| «                                                                          | Moltes idees falses circulen sobre el que pensa el realitzador sobre el seu film. En realitat, Guillermo Del Toro no rebutja en bloc Mimic, tot i que ferides i amargor persisteixen quan somia que hauria pogut ser el film si hagués tingut entera llibertat. Contràriament a les seves altres realitzacions, Mimic és un pur film de monstres, sense barreja de cap mena, cosa que s'acomoda perfectament al cineasta ja que estava a punt de reiterar el rodatge d'una cinta de terror de la mateixa factura. Satisfet per tres quartes parts del film, particularment la seqüència d'obertura i la de l'assassinat dels nens al metro, els seus penediments tenen a veure essencialment amb els últims minuts | » |
| — Guillermo Del Toro: Alguns homes, déus i monstres de Charlotte Largeron. | |   |

## Banda original
La banda original ha compost per Marco Beltrami. Es pot igualment sentir, Give Me Central 209, composta per Robert Ellen, Wake Up This Morning, interpretada per Doug MacLeod o By The Stream de Alec Gould.

## Rebuda

### Premis
- Premis Saturn 1998: millor maquillatge per Rick Lazzarini i Gordon J. Smith
- Internacional Monitor Awards 1998: millors crèdits d'obertura i clausura per Chip Houghton i Debra Kaufman, millor muntatge de crèdits per Fred Fouquet

### Nominacions
- Festival Internacional de Cinema Fantàstic de Catalunya 1997: millor film
- Premis Saturn 1998: millor actriu per Mira Sorvino, millor film de terror, millor jove actor per Alexander Goodwin, millor guió per Matthew Robbins i Guillermo del Toro
- Premis ALMA 1998: millor director llatí per Guillermo del Toro

### Crítica
Després de l'èxit de "Cronos", Guillermo del Toro es muda a Hollywood per rodar aquesta correcta pel·lícula fantàstica, amb tocs de terror, d'intrigant començament i aconseguida atmosfera, però que perd credibilitat i tensió en el seu desenvolupament, a més de comptar amb un desencertat repartiment. Tan entretinguda com convencional.

## Continuacions
- Mimic 2, pel·lícula estatunidenca dirigida per Jean de Segonzac el 2001.
- Mimic: Sentinel, pel·lícula estatunidenca dirigida per J.T. Petty el 2003.